# Лантана (Флорида)
Лантана (енгл. Lantana) град је у америчкој савезној држави Флорида. По попису становништва из 2010. у њему је живело 10.423 становника.

## Демографија
Према попису становништва из 2010. у граду је живело 10.423 становника, што је 986 (10,4%) становника више него 2000. године.
| Група             | 2000.         | 2010.         |
| Белци             | 6.587 (69,8%) | 5.867 (56,3%) |
| Афроамериканци    | 1.012 (10,7%) | 2.290 (22,0%) |
| Азијати           | 78 (0,8%)     | 160 (1,5%)    |
| Хиспаноамериканци | 1.523 (16,1%) | 1.935 (18,6%) |
| Укупно            | 9.437         | 10.423        |